# Alfonso Perugini
Alfonso Perugini (Atripalda, 6 de diciembre de 1988) es un actor y director de cine italiano.

## Primeros años
Alfonso Perugini nació en Atripalda, Italia, y se crio en Pontinia. Obtuvo una licenciatura en Estudios Cinematográficos en la Universidad de Roma Tor Vergata y una Maestría en Sistemas de Información y Publicación en la misma Universidad.
 Durante sus estudios en Roma se convirtió también en periodista.

## Carriera
Perugini se dedica al cine desde una temprana edad, primero con los documentales y películas experimentales, y luego con cortos y largometrajes. Sus películas son a la vez cómica y dramática. Ha participado con sus películas en varios festivales de cine italianos y los internacionales también. 
2013-2016 vivió en Nueva York, donde perfeccionó la técnica de la cinematografía en la Escuela de Cine de Nueva York.

## Filmografía

### Director
- Drops of memory (2009)
- Alberto Sordi: Il mostro della Commedia all'italiana (2010)
- Stalking (2011)
- Magnifici: Re-boot! (2011)
- HidIng eVe (2011)
- Moyna (2012)
- Above Suspicion (2013)
- The Betrayal (2013)
- How To Kill My Girlfriend (2013)
- How To Kill My Boyfriend (2014)
- Meddlers (2014)
- New York (2015)
- Enigma Finale (2016)
- 45-Good Wine (2017)
- La heredera de la Mafia ("Mafia Mamma") (2023)

### Actor
- I Cesaroni[10] Séries TV, de Francesco Vicario (2011), Canale 5
- Magnifici: Re-boot!, de Alfonso Perugini (2011)
- Discoteque, de Al Festa (2012)
- The Betrayal, de Alfonso Perugini & Tushar Tyagi (2013)
- The last day of Emma N., de Frank Rivera (2013)
- Tràfico, de Joseph A. Eulo (2014)
- New York, de Alfonso Perugini (2015)
- Silence is golden, de Panita Chanrasmi Lefebvre (2015)
- La notte dei desideri, de Brando Improta (2016)
- Garganta, de Modestino Di Nenna (2019)
- Hotblade, de Luigi Borriello (2019)
- Passpartù - Operazione doppiozero, de Lucio Bastolla (2019)
- Mafia Mamma (2023)

### Productor ejecutivo
- Terra desolata, de Mario Savo (2008)
- Hotblade, de Luigi Borriello (2019)

## Premios
- El Comité Tricolor para los italianos en el mundo - Mención Especial (2013)[11][12]
- Stamford Chapter - Mención Especial (2013)[13]